# Ломбардо, Мишель
Мишель Ломбардо (англ. Michelle Helen Lombardo, 16 сентября 1983 года, Гластонбери, штат Коннектикут, США) — американская актриса и модель смешанного итальяно-ирландского происхождения.

## Биография
Родилась и выросла в городе Гластонбери в штате Коннектикут. В школе была капитаном волейбольной команды. В 2004 году Sports Illustrated награждает её статусом победителя нового конкурса «Новое лицо», а в 2005 году она появилась в ежегодном выпуске купальников компании, уже после переезда в Лос-Анджелес в 2004 году, чтобы продолжить свою актёрскую карьеру. Первые роли в кино она получила в 2006 году, сыграв в фильмах «Клик: С пультом по жизни», «All In» и «Dishdogz». Позднее снималась в рекламных роликах Suzuki Forenza и T-Mobile, в телесериалах «Красавцы» и «Californication», а также в интернет-сериалах «Quarterlife» и «Girltrash!».
В свободное время она любит играть в футбол с студенческой командой в Лос-Анджелесе, где постоянно проживает. Работает ведущей на Current TV. Член женского студенческого общества Каппа Каппа Гамма (греч. ΚΚΓ).
Была замужем за Дрю Броудриком (англ. Drew Broadrick) (с 13 октября 2003 года по 21 декабря 2008).

## Публикации фотографий
Фотографии Мишель публиковали журналы Playboy и Sports Illustrated.

## Параметры в качестве модели
Рост: 178 сантиметров, цвет волос: шатенка, цвет глаз: голубые, размеры (EU): 89-64-91, размер одежды: 36 (EU), компания: Next Model Management.

## Фильмография
| Год       |     | Русское название         | Оригинальное название          | Роль                 |
| --------- | --- | ------------------------ | ------------------------------ | -------------------- |
| 2006      | ф   | Игра Ва-Банк             | All In                         | Жасмин               |
| 2006      | ф   | Клик: С пультом по жизни | Click                          | Линда                |
| 2006      | ф   | Посудомойщики            | Dishdogz                       | Нурс Хэтчер          |
| 2007      | ф   | Машина                   | Machine                        | Лейла                |
| 2007      | в   |                          | Girltrash!                     | Тайлер Мёрфи         |
| 2007      | с   | Красавцы                 | Entourage                      | Катерина             |
| 2007      | с   | Дорога в осень           | October Road                   | Эмиквей              |
| 2007—2008 | с   | Californication          | Californication                | Сёрфер-гёрл          |
| 2008      | с   |                          | Quarterlife                    | Дебра                |
| 2008      | кор |                          | Essential Life                 | Джордан              |
| 2008      | ф   | Путь клинка              | Stiletto                       | Суицидальная девушка |
| 2009      | ф   | Кельвин Маршалл          | Calvin Marshall                | Тори Дженсен         |
| 2010      | с   | Фишки. Деньги. Адвокаты  | The Defenders                  | Дариан Соллавей      |
| 2011      | ф   | Всем нужна Кэт           | Cat Run                        | Стефания             |
| 2012      | ф   |                          | RockBarnes: The Emperor in You | Эми                  |
| 2013      | ф   |                          | Girltrash: All Night Long      | Тайлер Мёрфи         |
| 2013      | ф   | Пассажир                 | Passenger                      | Веспа                |